# Heteronympha paradelpha
Heteronympha paradelpha är en fjärilsart som beskrevs av Oswald Beltram Lower 1893. Heteronympha paradelpha ingår i släktet Heteronympha och familjen praktfjärilar. Inga underarter finns listade i Catalogue of Life.

## Bildgalleri

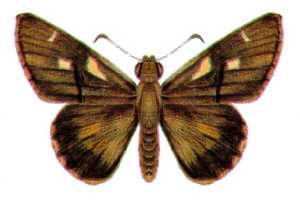